# Khalid Muftah
Khalid Muftah (Al Wakrah, Catar; 2 de julio de 1992) es un futbolista de Catar que juega en las posiciones de lateral izquierdo y centrocampista con el Al-Rayyan SC de la Liga de fútbol de Catar.

## Carrera

### Club
| Periodo   | Club                    |
| --------- | ----------------------- |
| 2008–2010 | Al-Wakrah SC            |
| 2010–2017 | Lekhwiya SC             |
| 2017–2021 | Al-Duhail SC            |
| 2019      | → Al-Wakrah SC (cedido) |
| 2019–2021 | → Al-Rayyan SC (cedido) |
| 2021-     | Al-Rayyan SC            |

### Selección nacional
Jugó para Catar en 37 ocasiones de 2010 a 2016 y anotó un gol en un empate 2-2 ante Indonesia en un partido amistoso el 14 de julio de 2014 en Al Wakrah. Participó en los Juegos Asiáticos de 2010 y en dos ediciones de la Copa Asiática.

## Logros
- Liga de fútbol de Catar (5): 2010–11, 2011–12, 2013–14, 2014–15, 2016–17
- Copa del Emir de Catar (2): 2016, 2018
- Copa de Catar (3): 2013, 2015, 2018
- Copa del Jeque Jassem (2): 2015, 2016